# Llista d'espècies de zodàrids (M-Z)
Llista d'espècies de zodàrids, per ordre alfabètic, de la lletra M a la Z, descrites fins al 2 novembre de 2006.
- Per a més informació, vegeu la Llista d'espècies de zodàrids
- Per a conèixer la resta d'espècies vegeu la Llista d'espècies de zodàrids (A-L).

| Directori M N P R S T Z |

## M

### Madrela
Madrela Jocqué, 1991
- Madrela angusta (Simon, 1889) (Madagascar)
- Madrela madrela Jocqué, 1991 (Madagascar)

### Mallinella
Mallinella Strand, 1906
- Mallinella albomaculata (Bosmans & Hillyard, 1990) (Sulawesi)
- Mallinella albotibialis (Bosmans & van Hove, 1986) (Camerun)
- Mallinella bandamaensis (Jézéquel, 1964) (Costa d'Ivori)
- Mallinella bicolor (Jézéquel, 1964) (Costa d'Ivori)
- Mallinella calilungae (Barrion & Litsinger, 1992) (Filipines)
- Mallinella Camerunensis (van Hove & Bosmans, 1984) (Camerun)
- Mallinella cinctipes (Simon, 1893) (Myanmar, Malàisia, Singapur, Illes Andaman)
- Mallinella dambrica Ono, 2004 (Vietnam)
- Mallinella debeiri (Bosmans & van Hove, 1986) (Camerun)
- Mallinella decurtata (Thorell, 1899) (Camerun)
- Mallinella dinghu Song & Kim, 1997 (Xina)
- Mallinella dumogabonensis (Bosmans & Hillyard, 1990) (Sulawesi)
- Mallinella etindei (van Hove & Bosmans, 1984) (Camerun)
- Mallinella flammea Ono, 2004 (Vietnam)
- Mallinella fulvipes (Ono & Tanikawa, 1990) (Illes Ryukyu)
- Mallinella gongi Bao & Yin, 2002 (Xina)
- Mallinella hainan Song & Kim, 1997 (Xina)
- Mallinella hamata (Bosmans & Hillyard, 1990) (Sulawesi)
- Mallinella hingstoni (Brignoli, 1982) (Xina)
- Mallinella hoosi (Kishida, 1935) (Japó)
- Mallinella inflata (Bosmans & van Hove, 1986) (Camerun)
- Mallinella karubei Ono, 2003 (Vietnam)
- Mallinella kelvini (Bosmans & Hillyard, 1990) (Sulawesi)
- Mallinella kibonotensis (Bosmans & van Hove, 1986) (Kenya, Tanzània)
- Mallinella klossi (Hogg, 1922) (Vietnam)
- Mallinella koupensis (Bosmans & van Hove, 1986) (Camerun)
- Mallinella labialis Song & Kim, 1997 (Xina)
- Mallinella leonardi (Simon, 1907) (Príncipe)
- Mallinella liuyang Yin & Yan, 2001 (Xina)
- Mallinella lobata (Bosmans & Hillyard, 1990) (Sulawesi)
- Mallinella maculata Strand, 1906 (Etiòpia)
- Mallinella manengoubensis (Bosmans & van Hove, 1986) (Camerun)
- Mallinella maolanensis Wang, Ran & Chen, 1999 (Xina)
- Mallinella mbaboensis (Bosmans & van Hove, 1986) (Camerun)
- Mallinella mbamensis (Bosmans & van Hove, 1986) (Camerun)
- Mallinella meriani (Bosmans & Hillyard, 1990) (Sulawesi)
- Mallinella momoina Ono, 2004 (Vietnam)
- Mallinella monticola (van Hove & Bosmans, 1984) (Camerun)
- Mallinella nigra (Bosmans & Hillyard, 1990) (Sulawesi)
- Mallinella nomurai Ono, 2003 (Vietnam)
- Mallinella nyikae (Pocock, 1898) (Malawi)
- Mallinella octosignata (Simon, 1903) (Bioko)
- Mallinella okinawaensis Tanikawa, 2005 (Japó)
- Mallinella okuensis (Bosmans & van Hove, 1986) (Camerun)
- Mallinella panchoi (Barrion & Litsinger, 1992) (Filipines)
- Mallinella paradisea Ono, 2004 (Vietnam)
- Mallinella ponikii (Bosmans & Hillyard, 1990) (Sulawesi)
- Mallinella ponikioides (Bosmans & Hillyard, 1990) (Sulawesi)
- Mallinella pricei (Barrion & Litsinger, 1995) (Filipines)
- Mallinella pulchra (Bosmans & Hillyard, 1990) (Sulawesi)
- Mallinella sadamotoi (Ono & Tanikawa, 1990) (Illes Ryukyu)
- Mallinella scutata Strand, 1906 (Etiòpia)
- Mallinella scutata (Bosmans & van Hove, 1986) (Camerun) (caldrà un canvi de nom si es manté en aquest gènere)
- Mallinella selecta (Pavesi, 1895) (Etiòpia)
- Mallinella septemmaculata Ono, 2004 (Vietnam)
- Mallinella shimojanai (Ono & Tanikawa, 1990) (Illes Ryukyu)
- Mallinella slaburuprica (Barrion & Litsinger, 1995) (Filipines)
- Mallinella subinermis Caporiacco, 1947 (Tanzània)
- Mallinella submonticola (van Hove & Bosmans, 1984) (Camerun, Príncipe)
- Mallinella sylvatica (van Hove & Bosmans, 1984) (Camerun)
- Mallinella thinhi Ono, 2003 (Vietnam)
- Mallinella tridentata (Bosmans & van Hove, 1986) (Camerun)
- Mallinella vandermarlierei (Bosmans & van Hove, 1986) (Camerun)
- Mallinella vietnamensis Ono, 2003 (Vietnam)
- Mallinella v-insignita (Bosmans & Hillyard, 1990) (Sulawesi)
- Mallinella vittiventris Strand, 1913 (Congo, Ruanda)
- Mallinella vokrensis (Bosmans & van Hove, 1986) (Camerun)
- Mallinella zebra (Thorell, 1881) (Nova Guinea, Queensland)

### Mallinus
Mallinus Simon, 1893
- Mallinus defectus Strand, 1906 (Tunísia)
- Mallinus nitidiventris Simon, 1893 (Sud-àfrica)

### Masasteron
Masasteron Baehr, 2004
- Masasteron barkly Baehr, 2004 (Territori del Nord)
- Masasteron bennieae Baehr, 2004 (Queensland)
- Masasteron bipunctatum Baehr, 2004 (Nova Gal·les del Sud)
- Masasteron burbidgei Baehr, 2004 (Oest d'Austràlia)
- Masasteron clifton Baehr, 2004 (Sud d'Austràlia)
- Masasteron complector Baehr, 2004 (Oest d'Austràlia)
- Masasteron darwin Baehr, 2004 (Territori del Nord)
- Masasteron derby Baehr, 2004 (Oest d'Austràlia)
- Masasteron deserticola Baehr, 2004 (Sud d'Austràlia)
- Masasteron gracilis Baehr, 2004 (Oest d'Austràlia)
- Masasteron haroldi Baehr, 2004 (Oest d'Austràlia)
- Masasteron mackenziei Baehr, 2004 (Oest d'Austràlia)
- Masasteron maini Baehr, 2004 (Oest d'Austràlia)
- Masasteron mas (Jocqué, 1991) (Austràlia)
- Masasteron ocellum Baehr, 2004 (Queensland)
- Masasteron piankai Baehr, 2004 (Oest d'Austràlia)
- Masasteron queensland Baehr, 2004 (Queensland)
- Masasteron sampeyae Baehr, 2004 (Oest d'Austràlia)
- Masasteron tealei Baehr, 2004 (Oest d'Austràlia)
- Masasteron tuart Baehr, 2004 (Oest d'Austràlia)
- Masasteron utae Baehr, 2004 (Territori del Nord)

### Mastidiores
Mastidiores Jocqué, 1987
- Mastidiores kora Jocqué, 1987 (Kenya)

### Microdiores
Microdiores Jocqué, 1987
- Microdiores chowo Jocqué, 1987 (Malawi)

### Minasteron
Minasteron Baehr & Jocqué, 2000
- Minasteron minusculum Baehr & Jocqué, 2000 (Oest d'Austràlia)
- Minasteron perfoliatum Baehr & Jocqué, 2000 (Oest d'Austràlia, Sud d'Austràlia, Territori del Nord)
- Minasteron tangens Baehr & Jocqué, 2000 (Territori del Nord, Sud d'Austràlia, Queensland)

## N

### Neostorena
Neostorena Rainbow, 1914
- Neostorena grayi Jocqué, 1991 (Nova Gal·les del Sud)
- Neostorena minor Jocqué, 1991 (Queensland, Nova Gal·les del Sud)
- Neostorena spirafera (L. Koch, 1872) (Queensland)
- Neostorena torosa (Simon, 1908) (Oest d'Austràlia)
- Neostorena venatoria Rainbow, 1914 (Victòria)
- Neostorena Victòria Jocqué, 1991 (Victòria)
- Neostorena vituperata Jocqué, 1995 (Queensland)

### Nostera
Nostera Jocqué, 1991
- Nostera lynx Jocqué, 1991 (Queensland, Nova Gal·les del Sud)
- Nostera nadgee Jocqué, 1995 (Queensland, Nova Gal·les del Sud, Illa Lord Howe)

### Notasteron
Notasteron Baehr, 2005
- Notasteron lawlessi Baehr, 2005 (Territori del Nord, Queensland, Nova Gal·les del Sud, Victòria)
- Notasteron carnarvon Baehr, 2005 (Oest d'Austràlia)

## P

### Palaestina
Palaestina O. P.-Cambridge, 1872
- Palaestina dentifera O. P.-Cambridge, 1872 (Israel)
- Palaestina eremica Levy, 1992 (Egipte)
- Palaestina expolita O. P.-Cambridge, 1872 (Creta, Turquia, Israel, Lebanon)

### Palfuria
Palfuria Simon, 1910
- Palfuria caputlari Szüts & Jocqué, 2001 (Tanzània)
- Palfuria gibbosa (Lessert, 1936) (Mozambique)
- Palfuria gladiator Szüts & Jocqué, 2001 (Namíbia)
- Palfuria harpago Szüts & Jocqué, 2001 (Namíbia)
- Palfuria helichrysorum Szüts & Jocqué, 2001 (Malawi)
- Palfuria hirsuta Szüts & Jocqué, 2001 (Zambia)
- Palfuria panner Jocqué, 1991 (Namíbia)
- Palfuria retusa Simon, 1910 (Sud-àfrica)
- Palfuria spirembolus Szüts & Jocqué, 2001 (Namíbia)

### Pax
Pax Levy, 1990
- Pax engediensis Levy, 1990 (Israel)
- Pax islamita (Simon, 1873) (Israel, Síria, Lebanon)
- Pax libani (Simon, 1873) (Israel, Lebanon)
- Pax meadi (O. P.-Cambridge, 1872) (Israel, Jordània)
- Pax palmonii Levy, 1990 (Israel)

### Pentasteron
Pentasteron Baehr & Jocqué, 2001
- Pentasteron intermedium Baehr & Jocqué, 2001 (Meridional Austràlia)
- Pentasteron isobelae Baehr & Jocqué, 2001 (Queensland, Nova Gal·les del Sud)
- Pentasteron oscitans Baehr & Jocqué, 2001 (Nova Gal·les del Sud)
- Pentasteron parasimplex Baehr & Jocqué, 2001 (Victòria)
- Pentasteron securifer Baehr & Jocqué, 2001 (Oest d'Austràlia)
- Pentasteron simplex Baehr & Jocqué, 2001 (Queensland, Nova Gal·les del Sud)
- Pentasteron sordidum Baehr & Jocqué, 2001 (Nova Gal·les del Sud)
- Pentasteron storosoides Baehr & Jocqué, 2001 (Nova Gal·les del Sud)

### Phenasteron
Phenasteron Baehr & Jocqué, 2001
- Phenasteron longiconductor Baehr & Jocqué, 2001 (Oest d'Austràlia, Victòria)
- Phenasteron machinosum Baehr & Jocqué, 2001 (Sud d'Austràlia)

### Platnickia
Platnickia Jocqué, 1991
- Platnickia bergi (Simon, 1895) (Xile, Argentina, Illes Falkland)
- Platnickia elegans (Nicolet, 1849) (Xile, Argentina)

### Procydrela
Procydrela Jocqué, 1999
- Procydrela limacola Jocqué, 1999 (Sud-àfrica)
- Procydrela procursor Jocqué, 1999 (Sud-àfrica)

### Psammoduon
Psammoduon Jocqué, 1991
- Psammoduon arenicola (Simon, 1910) (Sud-àfrica)
- Psammoduon canosum (Simon, 1910) (Namíbia, Sud-àfrica)
- Psammoduon deserticola (Simon, 1910) (Namíbia, Sud-àfrica)

### Psammorygma
Psammorygma Jocqué, 1991
- Psammorygma aculeatum (Karsch, 1878) (Sud-àfrica)
- Psammorygma caligatum Jocqué, 1991 (Namíbia)
- Psammorygma rutilans (Simon, 1887) (Sud-àfrica)

### Pseudasteron
Pseudasteron Jocqué & Baehr, 2001
- Pseudasteron simile Jocqué & Baehr, 2001 (Queensland)

## R

### Ranops
Ranops Jocqué, 1991
- Ranops caprivi Jocqué, 1991 (Namíbia, Zimbabwe)
- Ranops expers (O. P.-Cambridge, 1876) (Egipte, Israel)

### Rotundrela
Rotundrela Jocqué, 1999
- Rotundrela orbiculata Jocqué, 1999 (Sud-àfrica)
- Rotundrela rotunda Jocqué, 1999 (Sud-àfrica)

## S

### Selamia
Selamia Simon, 1873
- Selamia numidica Jocqué & Bosmans, 2001 (Algèria, Tunísia)
- Selamia reticulata (Simon, 1870) (Mediterrani Occidental)
- Selamia tribulosa (Simon, 1909) (Marroc)

### Spinasteron
Spinasteron Baehr, 2003
- Spinasteron arenarium Baehr, 2003 (Oest d'Austràlia)
- Spinasteron barlee Baehr, 2003 (Oest d'Austràlia)
- Spinasteron casuarium Baehr, 2003 (Oest d'Austràlia)
- Spinasteron cavasteroides Baehr & Churchill, 2003 (Oest d'Austràlia, Territori del Nord)
- Spinasteron knowlesi Baehr, 2003 (Oest d'Austràlia)
- Spinasteron kronestedti Baehr, 2003 (Oest d'Austràlia)
- Spinasteron lemleyi Baehr, 2003 (Oest d'Austràlia)
- Spinasteron longbottomi Baehr, 2003 (Oest d'Austràlia)
- Spinasteron ludwigi Baehr & Churchill, 2003 (Territori del Nord)
- Spinasteron mjobergi Baehr, 2003 (Oest d'Austràlia)
- Spinasteron nigriceps Baehr, 2003 (Territori del Nord)
- Spinasteron peron Baehr, 2003 (Oest d'Austràlia)
- Spinasteron ramboldi Baehr & Churchill, 2003 (Territori del Nord)
- Spinasteron sanford Baehr, 2003 (Territori del Nord)
- Spinasteron spatulanum Baehr & Churchill, 2003 (Territori del Nord)
- Spinasteron waldockae Baehr, 2003 (Oest d'Austràlia)
- Spinasteron weiri Baehr, 2003 (Oest d'Austràlia)
- Spinasteron Oesti Baehr, 2003 (Oest d'Austràlia)
- Spinasteron woodstock Baehr, 2003 (Oest d'Austràlia)

### Storena
Storena Walckenaer, 1805
- Storena aleipata Marples, 1955 (Samoa)
- Storena analis Simon, 1893 (Ecuador)
- Storena annulipes (L. Koch, 1867) (Queensland)
- Storena arakuensis Patel & Reddy, 1989 (Índia)
- Storena aspinosa Jocqué & Baehr, 1992 (Sud d'Austràlia)
- Storena beauforti Kulczyn'ski, 1911 (Nova Guinea)
- Storena birenifer Gravely, 1921 (Índia)
- Storena botenella Jocqué & Baehr, 1992 (Sud d'Austràlia)
- Storena braccata (L. Koch, 1865) (Nova Gal·les del Sud)
- Storena canalensis Berland, 1924 (Nova Caledònia)
- Storena caporiaccoi Brignoli, 1983 (Veneçuela)
- Storena charlotte Jocqué & Baehr, 1992 (Queensland, Victòria)
- Storena cochleare Jocqué & Baehr, 1992 (Nova Gal·les del Sud)
- Storena colossea Rainbow, 1920 (Illa Lord Howe)
- Storena cyanea Walckenaer, 1805 (Austràlia Oriental)
- Storena daviesae Jocqué & Baehr, 1992 (Queensland)
- Storena debasrae Biswas & Biswas, 1992 (Índia)
- Storena decorata Thorell, 1895 (Myanmar)
- Storena deserticola Jocqué, 1991 (Territori del Nord)
- Storena digitulus Jocqué & Baehr, 1992 (Queensland)
- Storena dispar Kulczyn'ski, 1911 (Java)
- Storena erratica Ono, 1983 (Nepal)
- Storena eximia Simon, 1908 (Oest d'Austràlia)
- Storena exornata Thorell, 1887 (Myanmar)
- Storena fasciata Kulczyn'ski, 1911 (Java)
- Storena flavipes (Urquhart, 1893) (Tasmània)
- Storena flavopicta (Simon, 1876) (Moluques)
- Storena flexuosa (Thorell, 1895) (Myanmar)
- Storena formosa Thorell, 1870 (Austràlia, Illa Lord Howe)
- Storena fronto Thorell, 1887 (Myanmar)
- Storena fungina Jocqué & Baehr, 1992 (Oest d'Austràlia)
- Storena graeffei (L. Koch, 1866) (Nova Gal·les del Sud)
- Storena gujaratensis Tikader & Patel, 1975 (Índia)
- Storena harveyi Jocqué & Baehr, 1995 (Oest d'Austràlia)
- Storena hilaris Thorell, 1890 (Java)
- Storena hirsuta Mello-Leitão, 1941 (Brasil)
- Storena ignava Jocqué & Baehr, 1992 (Territori del Nord)
- Storena indica Tikader & Patel, 1975 (Índia)
- Storena inornata Rainbow, 1916 (Queensland)
- Storena irrorata Thorell, 1887 (Myanmar)
- Storena juvenca Workman, 1896 (Singapur)
- Storena kraepelini Simon, 1905 (Java)
- Storena lebruni Simon, 1886 (Argentina)
- Storena lentiginosa Simon, 1905 (Argentina)
- Storena lesserti Berland, 1938 (Noves Hèbrides)
- Storena longiducta Jocqué & Baehr, 1992 (Queensland)
- Storena maculata O. P.-Cambridge, 1869 (Queensland)
- Storena mainae Jocqué & Baehr, 1995 (Nova Gal·les del Sud, Victòria)
- Storena major (Keyserling, 1891) (Brasil)
- Storena martensi Ono, 1983 (Nepal)
- Storena martini Jocqué & Baehr, 1992 (Territori del Nord)
- Storena mathematica Jocqué & Baehr, 1992 (Territori del Nord)
- Storena melanognatha Hasselt, 1882 (Sumatra, Java, Filipines)
- Storena metallica Jocqué & Baehr, 1992 (Queensland)
- Storena minor (Keyserling, 1891) (Brasil)
- Storena multiguttata Simon, 1893 (Filipines)
- Storena nana Jocqué & Baehr, 1992 (Victòria)
- Storena nepalensis Ono, 1983 (Nepal)
- Storena nilgherina Simon, 1906 (Índia)
- Storena nuga Jocqué & Baehr, 1992 (Queensland)
- Storena obnubila Simon, 1901 (Malàisia)
- Storena ornata (Bradley, 1877) (Queensland)
- Storena parvicavum Jocqué & Baehr, 1992 (Queensland)
- Storena parvula Berland, 1938 (Noves Hèbrides)
- Storena paucipunctata Jocqué & Baehr, 1992 (Oest d'Austràlia)
- Storena petropolitana Mello-Leitão, 1922 (Brasil)
- Storena procedens Jocqué & Baehr, 1992 (Queensland)
- Storena quinquestrigata Simon, 1905 (Java)
- Storena rainbowi Berland, 1924 (Nova Caledònia)
- Storena rastellata Strand, 1913 (Central Austràlia)
- Storena raveni Jocqué & Baehr, 1992 (Queensland)
- Storena recta Jocqué & Baehr, 1992 (Oest d'Austràlia, Queensland, Nova Gal·les del Sud)
- Storena recurvata Jocqué & Baehr, 1992 (Queensland, Nova Gal·les del Sud, Victòria)
- Storena redimita Simon, 1905 (Índia)
- Storena rotunda Jocqué & Baehr, 1992 (Nova Gal·les del Sud)
- Storena rufescens Thorell, 1881 (Nova Guinea, Queensland)
- Storena rugosa Simon, 1889 (Nova Caledònia)
- Storena sciophana Simon, 1901 (Malàisia, Sumatra)
- Storena scita Jocqué & Baehr, 1992 (Queensland)
- Storena semiflava Simon, 1893 (Filipines)
- Storena silvicola Berland, 1924 (Nova Caledònia)
- Storena sinuosa Jocqué & Baehr, 1992 (Oest d'Austràlia)
- Storena sobria Thorell, 1890 (Sumatra)
- Storena tenera (Thorell, 1895) (Myanmar)
- Storena tikaderi Patel & Reddy, 1989 (Índia)
- Storena tricolor Simon, 1908 (Oest d'Austràlia)
- Storena uncinata Ono, 1983 (Nepal)
- Storena variegata O. P.-Cambridge, 1869 (Oest d'Austràlia, Sud d'Austràlia)
- Storena vicaria Kulczyn'ski, 1911 (Java)

### Storenomorpha
Storenomorpha Simon, 1884
- Storenomorpha arboccoae Jocqué & Bosmans, 1989 (Myanmar)
- Storenomorpha comottoi Simon, 1884 (Myanmar)
- Storenomorpha joyaus (Tikader, 1970) (Índia)
- Storenomorpha nupta Jocqué & Bosmans, 1989 (Myanmar)
- Storenomorpha paguma Grismado & Ram?rez, 2004 (Vietnam)
- Storenomorpha reinholdae Jocqué & Bosmans, 1989 (Tailàndia)

### Storosa
Storosa Jocqué, 1991
- Storosa obscura Jocqué, 1991 (Queensland, Nova Gal·les del Sud)
- Storosa tetrica (Simon, 1908) (Oest d'Austràlia)

### Subasteron
Subasteron Baehr & Jocqué, 2001
- Subasteron daviesae Baehr & Jocqué, 2001 (Queensland)

### Suffasia
Suffasia Jocqué, 1991
- Suffasia attidiya Benjamin & Jocqué, 2000 (Sri Lanka)
- Suffasia kanchenjunga Ono, 2006 (Nepal)
- Suffasia mahasumana Benjamin & Jocqué, 2000 (Sri Lanka)
- Suffasia martensi Ono, 2006 (Nepal)
- Suffasia tigrina (Simon, 1893) (Índia)
- Suffasia tumegaster Jocqué, 1992 (Nepal)

## T

### Tenedos
Tenedos O. P.-Cambridge, 1897
- Tenedos andes Jocqué & Baert, 2002 (Colòmbia)
- Tenedos asteronoides Jocqué & Baert, 2002 (Ecuador)
- Tenedos banos Jocqué & Baert, 2002 (Ecuador)
- Tenedos barronus (Chamberlin, 1925) (Panamà)
- Tenedos brescoviti Jocqué & Baert, 2002 (Brasil)
- Tenedos capote Jocqué & Baert, 2002 (Colòmbia)
- Tenedos certus (Jocqué & Ubick, 1991) (Costa Rica, Panamà)
- Tenedos convexus Jocqué & Baert, 2002 (Veneçuela)
- Tenedos cufodontii (Reimoser, 1939) (Costa Rica, Panamà)
- Tenedos eduardoi (Mello-Leitão, 1925) (Brasil)
- Tenedos equatorialis Jocqué & Baert, 2002 (Ecuador)
- Tenedos estari Jocqué & Baert, 2002 (Ecuador)
- Tenedos fartilis Jocqué & Baert, 2002 (Ecuador)
- Tenedos figaro Jocqué & Baert, 2002 (Ecuador)
- Tenedos grandis Jocqué & Baert, 2002 (Panamà, Ecuador)
- Tenedos hoeferi Jocqué & Baert, 2002 (Brasil)
- Tenedos Hondures Jocqué & Baert, 2002 (Hondures)
- Tenedos inca Jocqué & Baert, 2002 (Perú)
- Tenedos inflatus Jocqué & Baert, 2002 (Perú)
- Tenedos infrarmatus Jocqué & Baert, 2002 (Brasil)
- Tenedos juninus Jocqué & Baert, 2002 (Perú)
- Tenedos lautus O. P.-Cambridge, 1897 (Guatemala)
- Tenedos ligulatus Jocqué & Baert, 2002 (Colòmbia)
- Tenedos microlaminatus Jocqué & Baert, 2002 (Perú)
- Tenedos parinca Jocqué & Baert, 2002 (Perú)
- Tenedos peckorum Jocqué & Baert, 2002 (Colòmbia)
- Tenedos perfidus Jocqué & Baert, 2002 (Brasil)
- Tenedos persulcatus Jocqué & Baert, 2002 (Ecuador)
- Tenedos procreator Jocqué & Baert, 2002 (Brasil)
- Tenedos quadrangulatus Jocqué & Baert, 2002 (Perú)
- Tenedos quinquangulatus Jocqué & Baert, 2002 (Perú)
- Tenedos reygeli Jocqué & Baert, 2002 (Brasil)
- Tenedos serrulatus Jocqué & Baert, 2002 (Ecuador)
- Tenedos sumaco Jocqué & Baert, 2002 (Ecuador)
- Tenedos trilobatus Jocqué & Baert, 2002 (Colòmbia)
- Tenedos ufoides Jocqué & Baert, 2002 (Veneçuela)
- Tenedos ultimus Jocqué & Baert, 2002 (Colòmbia)
- Tenedos venezolanus Jocqué & Baert, 2002 (Veneçuela)

### Thaumastochilus
Thaumastochilus Simon, 1897
- Thaumastochilus martini Simon, 1897 (Sud-àfrica)
- Thaumastochilus termitomimus Jocqué, 1994 (Sud-àfrica)

### Tropasteron
Tropasteron Baehr, 2003
- Tropasteron andreae Baehr, 2003 (Queensland)
- Tropasteron cardwell Baehr, 2003 (Queensland)
- Tropasteron cleveland Baehr, 2003 (Queensland)
- Tropasteron cooki Baehr, 2003 (Queensland)
- Tropasteron daviesae Baehr, 2003 (Queensland)
- Tropasteron eacham Baehr, 2003 (Queensland)
- Tropasteron fox Baehr, 2003 (Queensland)
- Tropasteron halifax Baehr, 2003 (Queensland)
- Tropasteron heatherae Baehr, 2003 (Queensland)
- Tropasteron julatten Baehr, 2003 (Queensland)
- Tropasteron luteipes Baehr, 2003 (Queensland)
- Tropasteron magnum Baehr, 2003 (Queensland)
- Tropasteron malbon Baehr, 2003 (Queensland)
- Tropasteron monteithi Baehr, 2003 (Queensland)
- Tropasteron palmerston Baehr, 2003 (Queensland)
- Tropasteron pseudomagnum Baehr, 2003 (Queensland)
- Tropasteron raveni Baehr, 2003 (Queensland)
- Tropasteron robertsi Baehr, 2003 (Queensland)
- Tropasteron splendens Baehr, 2003 (Queensland)
- Tropasteron thompsoni Baehr, 2003 (Queensland)
- Tropasteron tribulation Baehr, 2003 (Queensland)
- Tropasteron yeatesi Baehr, 2003 (Queensland)

### Tropizodium
Tropizodium Jocqué & Churchill, 2005
- Tropizodium molokai Jocqué & Churchill, 2005 (Hawaii)
- Tropizodium peregrinum Jocqué & Churchill, 2005 (Territori del Nord)
- Tropizodium trispinosum (Suman, 1967) (Hawaii)

### Trygetus
Trygetus Simon, 1882
- Trygetus berlandi Denis, 1952 (Marroc)
- Trygetus jacksoni Marusik & Guseinov, 2003 (Azerbaijan)
- Trygetus nitidissimus Simon, 1882 (Aden, Djibouti)
- Trygetus riyadhensis Ono & Jocqué, 1986 (Egipte, Saudi Arabia)
- Trygetus sexoculatus (O. P.-Cambridge, 1872) (Israel)

## Z

### Zillimata
Zillimata Jocqué, 1995
- Zillimata scintillans (O. P.-Cambridge, 1869) (Oest d'Austràlia, Sud d'Austràlia, Queensland)

### Zodariellum
Zodariellum Andreeva & Tyschchenko, 1968
- Zodariellum Àsiaticum (Tyschchenko, 1970) (Àsia central)
- Zodariellum bekuzini (Nenilin, 1985) (Uzbekistan)
- Zodariellum chaoyangense (Zhu & Zhu, 1983) (Xina)
- Zodariellum cirrisulcatum (Denis, 1952) (Mauritania)
  - Zodariellum cirrisulcatum longispina (Denis, 1952) (Marroc)
- Zodariellum continentale (Andreeva & Tyschchenko, 1968) (Àsia central)
- Zodariellum furcum (Zhu, 1988) (Xina)
- Zodariellum mongolicum Marusik & Koponen, 2001 (Mongòlia)
- Zodariellum nenilini (Eskov, 1995) (Kazakhstan, Mongòlia)
- Zodariellum proszynskii (Nenilin & Fet, 1985) (Turkmenistan)
- Zodariellum sahariense (Denis, 1959) (Algèria)
- Zodariellum schmidti Marusik & Koponen, 2001 (Mongòlia)
- Zodariellum sericeum (Denis, 1956) (Marroc)
- Zodariellum spinulosum (Denis, 1966) (Líbia)
- Zodariellum subclavatum (Denis, 1952) (Marroc)
- Zodariellum sungar (Jocqué, 1991) (Iraq)
- Zodariellum surprisum Andreeva & Tyschchenko, 1968 (Àsia central)
- Zodariellum sytchevskajae (Nenilin & Fet, 1985) (Turkmenistan)
- Zodariellum tibesti (Jocqué, 1991) (Txad)
- Zodariellum zavattarii (Caporiacco, 1941) (Etiòpia)

### Zodarion
Zodarion Walckenaer, 1826
- Zodarion abantense Wunderlich, 1980 (Turquia, Geòrgia, Rússia)
- Zodarion abnorme Denis, 1952 (Marroc)
- Zodarion aculeatum Chyzer, 1897 (Bulgària, Serbia, Macedònia)
- Zodarion aegaeum Denis, 1935 (Grècia)
- Zodarion aerium Simon, 1890 (Iemen)
- Zodarion affine (Simon, 1870) (Espanya)
- Zodarion alacre (Simon, 1870) (Portugal, Espanya)
- Zodarion algarvense Bosmans, 1994 (Portugal)
- Zodarion algiricum (Lucas, 1846) (Espanya, Sicília, Marroc, Algèria)
- Zodarion andalusiacum Jocqué, 1991 (Espanya)
- Zodarion atlanticum Pekár & Cardoso, 2005 (Portugal, Açores)
- Zodarion atriceps (O. P.-Cambridge, 1872) (Lebanon)
- Zodarion attikaense Wunderlich, 1980 (Grècia)
- Zodarion aurorae Weiss, 1982 (Romania)
- Zodarion bacelarae Pekár, 2003 (Portugal)
- Zodarion bactrianum Kroneberg, 1875 (Àsia central)
- Zodarion beticum Denis, 1957 (Espanya)
- Zodarion bicoloripes (Denis, 1959) (Algèria)
- Zodarion bosmansi Pekár & Cardoso, 2005 (Portugal)
- Zodarion buettikeri (Ono & Jocqué, 1986) (Saudi Arabia)
- Zodarion caporiaccoi Roewer, 1942 (Itàlia)
- Zodarion caucasicum Dunin & Nenilin, 1987 (Azerbaijan)
- Zodarion confusum Denis, 1935 (Itàlia)
- Zodarion costablancae Bosmans, 1994 (Espanya)
- Zodarion couseranense Bosmans, 1997 (França)
- Zodarion cyprium Kulczyn'ski, 1908 (Xipre, Creta, Lebanon, Ucraïna)
- Zodarion cyrenaicum Denis, 1935 (Líbia, Egipte, Israel)
- Zodarion denisi Spassky, 1938 (Turkmenistan, Tajikistan)
- Zodarion diatretum Denis, 1935 (Espanya)
- Zodarion dispar Denis, 1935 (Algèria)
- Zodarion dubium Strand, 1906 (Algèria)
- Zodarion duriense Cardoso, 2003 (Portugal)
- Zodarion egens Denis, 1937 (Unknown)
- Zodarion elegans (Simon, 1873) (Europa Meridional, Àfrica del Nord)
- Zodarion emarginatum (Simon, 1873) (França, Còrsega, Grècia)
- Zodarion epirense Brignoli, 1984 (Grècia)
- Zodarion fazanicum Denis, 1938 (Líbia)
- Zodarion frenatum Simon, 1884 (Itàlia, Grècia, Creta, Corfú, Turquia)
- Zodarion fulvonigrum (Simon, 1874) (França)
- Zodarion fuscum (Simon, 1870) (Bretanya, França, Espanya)
- Zodarion gallicum (Simon, 1873) (França, Còrsega, Itàlia, Balcans, Turquia)
- Zodarion germanicum (C. L. Koch, 1837) (Europa)
- Zodarion geticum Weiss, 1987 (Romania)
- Zodarion gracilitibiale Denis, 1933 (França)
- Zodarion graecum (C. L. Koch, 1843) (Europa Oriental, Israel)
- Zodarion granulatum Kulczyn'ski, 1908 (Xipre, Grècia, Israel)
- Zodarion gregua Bosmans, 1994 (Portugal, Espanya)
- Zodarion guadianense Cardoso, 2003 (Portugal)
- Zodarion hamatum Wiehle, 1964 (Itàlia, Àustria, Eslovènia)
- Zodarion hauseri Brignoli, 1984 (Grècia)
- Zodarion immaculatum Denis, 1962 (Líbia)
- Zodarion isabellinum (Simon, 1870) (Espanya)
- Zodarion italicum (Canestrini, 1868) (Europa)
- Zodarion jozefienae Bosmans, 1994 (Portugal, Espanya)
- Zodarion judaeorum Levy, 1992 (Israel)
- Zodarion kabylianum Denis, 1937 (Algèria)
- Zodarion korgei Wunderlich, 1980 (Turquia)
- Zodarion lindbergi Roewer, 1960 (Afganistan)
- Zodarion luctuosum (O. P.-Cambridge, 1872) (Israel)
- Zodarion ludibundum Simon, 1914 (Còrsega, Sicília, Algèria)
- Zodarion lusitanicum Cardoso, 2003 (Portugal)
- Zodarion lutipes (O. P.-Cambridge, 1872) (Israel, Lebanon)
- Zodarion luzonicum Simon, 1893 (Filipines)
- Zodarion maTxadoi Denis, 1939 (Portugal, Espanya, Açores)
- Zodarion maculatum (Simon, 1870) (Portugal, Espanya, Sicília, Marroc)
- Zodarion mallorca Bosmans, 1994 (Mallorca)
- Zodarion marginiceps Simon, 1914 (Espanya, França)
- Zodarion martynovae Andreeva & Tyschchenko, 1968 (Àsia central)
- Zodarion merlijni Bosmans, 1994 (Espanya)
- Zodarion minutum Bosmans, 1994 (Espanya, Mallorca, Ibiza)
- Zodarion modestum (Simon, 1870) (Espanya)
- Zodarion morosum Denis, 1935 (Europa Oriental)
- Zodarion murphyorum Bosmans, 1994 (Espanya)
- Zodarion mEUArum Brignoli, 1984 (Grècia)
- Zodarion nesiotes Denis, 1965 (Illes Canàries)
- Zodarion nesiotoides Wunderlich, 1992 (Illes Canàries)
- Zodarion nigriceps (Simon, 1873) (Còrsega, Sardenya)
- Zodarion nitidum (Audouin, 1826) (Àfrica del Nord, Orient Pròxim)
- Zodarion ohridense Wunderlich, 1973 (Bulgària, Macedònia)
- Zodarion pallidum Denis, 1952 (Marroc)
- Zodarion petrobium Dunin & Zacharjan, 1991 (Azerbaijan, Armènia)
- Zodarion pileolonotatum Denis, 1935 (Líbia)
- Zodarion pirini Drensky, 1921 (Bulgària)
- Zodarion pseudoelegans Denis, 1933 (Espanya, França, Ibiza)
- Zodarion pusio Simon, 1914 (França, Itàlia, Tunísia, Bòsnia-Hercegovina)
- Zodarion pythium Denis, 1935 (Grècia)
- Zodarion raddei Simon, 1889 (Àsia central)
- Zodarion remotum Denis, 1935 (Còrsega, Itàlia)
- Zodarion reticulatum Kulczyn'ski, 1908 (Xipre)
- Zodarion rhodiense Caporiacco, 1948 (Grècia)
  - Zodarion rhodiense nigrifemur Caporiacco, 1948 (Grècia)
- Zodarion rubidum Simon, 1914 (Europa (introduïda als EUA i al Canadà))
- Zodarion rudyi Bosmans, 1994 (Portugal, Espanya)
- Zodarion ruffoi Caporiacco, 1951 (França, Itàlia)
- Zodarion sardum Bosmans, 1997 (Sardenya)
- Zodarion scutatum Wunderlich, 1980 (Eslovènia)
- Zodarion segurense Bosmans, 1994 (Espanya)
- Zodarion soror (Simon, 1873) (Còrsega)
- Zodarion spasskyi Charitonov, 1946 (Àsia central)
- Zodarion spinibarbis Wunderlich, 1973 (Grècia, Creta)
- Zodarion styliferum (Simon, 1870) (Portugal, Espanya, Madeira)
  - Zodarion styliferum extraneum Denis, 1935 (Portugal)
- Zodarion tadzhikum Andreeva & Tyschchenko, 1968 (Tajikistan)
- Zodarion talyschicum Dunin & Nenilin, 1987 (Azerbaijan)
- Zodarion testaceofasciatum Spassky, 1941 (Tajikistan)
- Zodarion thoni Nosek, 1905 (Europa Oriental fins a Armènia)
- Zodarion timidum (Simon, 1874) (Espanya, França)
- Zodarion trianguliferum Denis, 1952 (Marroc)
- Zodarion tunetiacum Strand, 1906 (Tunísia)
- Zodarion turcicum Wunderlich, 1980 (Bulgària, Turquia)
- Zodarion vanimpei Bosmans, 1994 (Espanya)
- Zodarion variegatum Denis, 1956 (Marroc)
- Zodarion vicinum Denis, 1935 (Anglaterra, Itàlia)
- Zodarion viduum Denis, 1937 (Portugal)
- Zodarion walsinghami Denis, 1937 (Algèria)
- Zodarion zebra Charitonov, 1946 (Uzbekistan)